# エルブルス山
エルブルス山（エルブルスさん、ロシア語: Эльбрус、カラチャイ・バルカル語: Минги-Тау、カバルド語: Iуащхьэмахуэ、グルジア語: იალბუზი、英語: Elbrus）はコーカサス山脈の最高峰である。標高は5642 mで、ヨーロッパ（地理的には大コーカサス山脈がヨーロッパとアジアの境界とされる）の最高峰、ロシア連邦の最高峰でもある。大コーカサス山脈のすぐ北側を走るボコボイ山脈に連なる。エリブルス山とも。
ロシア連邦に属するカバルダ・バルカル共和国の南部に位置し、キスロヴォツクから南西に65 km。ジョージアとの国境から北に約12 km。多くの氷河があり、それらはバクサン川やクバン川などの源流となっている。
2つの頂上のうち、東峰（5621 m）は、1829年7月10日（ユリウス暦）にロシア軍・科学調査隊のガイドとして、カラチャイ人のキラル・ハシロフが初登頂した。西峰（5642 m）には、1874年にF. クロフォード・グローヴが率いるイギリスの探検隊が登頂した。西峰と東峰は約3 km離れている。
ソビエト連邦で登山は非常に人気のあるスポーツとなり、多くの登山者が現れた。1936年にはコムソモールが遭難する事故があった。
第二次世界大戦中の1942年、ブラウ作戦により南下してきたドイツ軍のA軍集団指揮下の山岳部隊が登頂した。登山の際、ソ連軍の山岳部隊と交戦する。ブラウ作戦の目標と関係のないこの登頂事業にヒトラーは激怒し、A軍集団司令官ヴィルヘルム・リスト元帥の解任の一因ともなる。ドイツ軍は1942年末にはこの地域から撤退した。山頂に残っていたドイツ国旗は、ソ連軍の山岳部隊が撤去する。
1956年、カバルダ・バルカル共和国の地域のロシアへの併合から400周年を記念して400人の登山隊が登頂した。
1959年から1976年にかけて、3900 mの地点までロープウェイがつくられた。また、4100 mの地点には登山者のための宿泊施設もある。夏季には、この登頂路を通って1日に100人を超える登山者が登頂を試みることも珍しくない。
|  |  |